# Richtlinie 2011/99/EU über die Europäische Schutzanordnung
Die Richtlinie 2011/99/EU des Europäischen Parlaments und des Rates vom 13. Dezember 2011 über die Europäische Schutzanordnung wurde am 21. Dezember 2011 im Amtsblatt der Europäischen Union veröffentlicht und musste von den Unionsmitgliedstaaten bis zum 11. Januar 2015 in nationales Recht umgesetzt werden.
Ziel der Richtlinie ist es, dass eine in einem Unionsmitgliedstaat einmal angeordnete Schutzmaßnahmen für eine Person auch in einem anderen Mitgliedstaat Gültigkeit hat und dadurch sichergestellt wird, dass der gewährte Schutz mit dieser Person an jeden Ort innerhalb der EU reist oder umzieht, aufrechterhalten und fortgesetzt wird. Dies, auch ohne dass es hierzu besonderer Verfahren bedarf, jedoch kann z. B. bei Verstoß gegen den ordre public eine Schutzmaßnahme verweigert werden.
Während bei der Verordnung (EU) Nr. 606/2013 Polizeibehörden ausdrücklich von der Anordnung von Schutzmaßnahmen in Zivilsachen ausgeschlossen sind, ist dies bei der Richtlinie 2011/99/EU nicht der Fall.

## Geschichte
Auf Grundlage des Stockholmer Programms, welches vom Europäischen Rat auf seiner Tagung vom 10. und 11. Dezember 2009 angenommen wurde, hat der Rat am 5. Januar 2010 einen Richtlinienentwurf über die Europäische Schutzanordnung vorgelegt (Rat-Dok. 17513/09). Dadurch soll es zukünftig möglich sein, die von einzelnen Justizbehörden in den Unionsmitgliedstaaten angeordnete Sicherungsanordnungen auch auf andere Unionsmitgliedstaaten auszudehnen.
Eine Stärkung der Opferschutzrechte wurde weiters durch Justizkommissarin Viviane Reding mit einem Vorschlag vom 18. Mai 2011 (Maßnahmenpaket) vorgestellt. Kernelemente des dreiteiligen Opferschutzpakets war zu diesem Zeitpunkt:
- Stärkung des Zugangs zum Recht für das Opfer,
- Ausbau von privaten wie öffentlichen Opferschutzstrukturen und
- gegenseitige Anerkennung des Opferstatus.

Der Ministerrat für Justiz hat sich am 23. September 2011 auf einen Kompromisstext (Ratsdok. 14471/11) für einen Richtlinienvorschlag geeinigt und am 9. Dezember 2011 einen neuen Vorschlag für eine Richtlinie des Europäischen Parlaments und des Rates über Mindeststandards für die Rechte und den Schutz von Opfern von Straftaten sowie für die Opferhilfe vorgelegt.

## Rechtsgrundlage und Rechtsprechung
Die Richtlinie 2011/99/EU ist vor allem auf die Artikel 47 und 48 der Charta der Grundrechte (Recht auf ein faires Verfahren iSv Art. 6 EMRK), Artikel 3 Absatz 2 des EUV und Artikel 21 AEUV sowie Art. 82 Abs. 1 Buchstaben a und d des AEUV (Justizielle Zusammenarbeit in Strafsachen) gestützt.
Die Richtlinie greift in die Anwendung der Verordnung (EG) Nr. 44/2001 (Brüssel I) (nunmehr Verordnung (EU) Nr. 1215/2012 (Brüssel Ia)), der Verordnung (EG) Nr. 2201/2003 (Brüssel IIa), des Haager Übereinkommen über den Schutz von Kindern und des Haager Übereinkommen über die zivilrechtlichen Aspekte internationaler Kindesentführung nicht ein und beeinträchtigt die Anwendung des Rahmenbeschlusses 2008/947/JI und des Rahmenbeschlusses 2009/829/JI sowie die Verordnung (EU) NR. 606/2013 ausdrücklich nicht.
Die Unionsmitgliedstaaten können weiterhin bestehende zweiseitigen oder mehrseitigen Übereinkünfte oder Vereinbarungen anwenden oder nach dem Inkrafttreten der Richtlinie 2011/99/EU solche Übereinkünfte oder Vereinbarungen abschließen, „soweit diese die Möglichkeit bieten, über die Ziele dieser Richtlinie hinauszugehen und zu einer Vereinfachung oder Erleichterung der Verfahren zur Anordnung von Schutzmaßnahmen beitragen“.
Der EuGH hat in seiner Grundsatzentscheidung Cowan gegen Trésor Public vom 2. Februar 1989 entschieden, dass eine Entschädigungszahlung grundsätzlich nicht von der Staatsangehörigkeit abhängig gemacht werden darf. Damit wurde das Diskriminierungsverbot auch auf diesen Bereich ausgedehnt. Die Entscheidung betraf das Opfer eines Überfalles, das im Urlaub in einem anderen Unionsmitgliedstaat geschädigt wurde. Die vorliegende Richtlinie ist eine Weiterentwicklung dieser Rechtsprechung.

## Europäische Schutzanordnung – Schutzmaßnahme
Die Richtlinie 2011/99/EU unterscheidet in „Europäische Schutzanordnung“ und „Schutzmaßnahme“.
- Eine „Europäische Schutzanordnung“ gemäß Art. 2 Ziff. 1 der Richtlinie 2011/99/EU ist „eine von einer Justizbehörde oder einer entsprechenden Behörde eines Mitgliedstaats getroffene Entscheidung im Zusammenhang mit einer Schutzmaßnahme, auf deren Grundlage eine Justizbehörde oder eine entsprechende Behörde eines anderen Mitgliedstaats nach dessen eigenem nationalen Recht eine beziehungsweise mehrere geeignete Maßnahmen ergreift, um den Schutz der geschützten Person in diesem Mitgliedstaat fortzuführen“.
- „Schutzmaßnahme“ ist gemäß Art. 2 Ziff. 2 der Richtlinie 2011/99/EU „eine im anordnenden Staat nach dessen nationalem Recht und nationalen Verfahren ergangene Entscheidung in Strafsachen, mit der einer gefährdenden Person ein/eine oder mehrere der in Artikel 5 genannten Verbote oder Beschränkungen auferlegt werden, um eine geschützte Person vor einer strafbaren Handlung zu schützen, die ihr Leben, ihre physische oder psychische Integrität, ihre Würde, ihre persönliche Freiheit oder ihre sexuelle Integrität gefährden könnte“. Siehe auch Erwägungsgrund 9 der Richtlinie 2011/99/EU.

## Anwendungsbereich
In den Anwendungsbereich der Richtlinie 2011/99/EU fallen nur Schutzmaßnahmen, die in Strafsachen angeordnet werden. Für Schutzmaßnahmen, die in Zivilsachen angeordnet werden, ist z. B. die Verordnung (EU) Nr. 606/2013, Verordnung (EU) Nr. 1215/2012 (Brüssel Ia), Verordnung (EG) Nr. 2201/2003 (Brüssel IIa) etc. heranzuziehen.
Die Richtlinie 2011/99/EU soll nicht auf „Maßnahmen Anwendung finden, die zum Zwecke des Zeugenschutzes angeordnet werden“.
Vom Anwendungsbereich der Verordnung ist:
- gemäß den Artikeln 1 und 2 des dem EUV und das dem AEUV beigefügten Protokoll (Nr. 22) über die Position Dänemarks, Dänemark ausgenommen.[19]
- gemäß den Artikeln 1 und 2 des EUV und das dem AEUV beigefügten Protokoll (Nr. 21) über die Position des Vereinigten Königreichs und Irlands hinsichtlich des Raums der Freiheit, der Sicherheit und des Rechts und unbeschadet des Artikels 4 dieses Protokolls, Irland ausgenommen.[20] Das Vereinigte Königreich hingegen hat ausdrücklich seine Teilnahme an den Maßnahmen dieser Verordnung bestätigt.[21]

## Aufbau der Richtlinie
- Artikel 1 (Ziel)
- Artikel 2 (Begriffsbestimmungen)
- Artikel 3 (Benennung der zuständigen Behörden)
- Artikel 4 (Befassung einer zentralen Behörde)
- Artikel 5 (Voraussetzung des Bestehens einer Schutzmaßnahme nach nationalem Recht)
- Artikel 6 (Erlass einer Europäischen Schutzanordnung)
- Artikel 7 (Form und Inhalt der Europäischen Schutzanordnung)
- Artikel 8 (Übermittlungsverfahren)
- Artikel 9 (Maßnahmen im Vollstreckungsstaat)
- Artikel 10 (Gründe für die Nichtanerkennung einer Europäischen Schutzanordnung)
- Artikel 11 (Maßgebliches Recht und Zuständigkeit im Vollstreckungsstaat)
- Artikel 12 (Unterrichtung im Falle eines Verstoßes)
- Artikel 13 (Zuständigkeit im Anordnungsstaat)
- Artikel 14 (Gründe für die Beendigung von Maßnahmen, die auf der Grundlage einer Europäischen Schutzanordnung getroffen wurden)
- Artikel 15 (Vorrang der Anerkennung einer Europäischen Schutzanordnung)
- Artikel 16 (Konsultation zwischen den zuständigen Behörden)
- Artikel 17 (Sprachenregelung)
- Artikel 18 (Kosten)
- Artikel 19 (Verhältnis zu anderen Übereinkünften und Vereinbarungen)
- Artikel 20 (Verhältnis zu anderen Rechtsinstrumenten)
- Artikel 21 (Umsetzung)
- Artikel 22 (Erhebung von Daten)
- Artikel 23 (Überprüfung)
- Artikel 24 (Inkrafttreten)
- Artikel 25 (Adressaten)
- ANHANG I (EUROPÄISCHE SCHUTZANORDNUNG nach Artikel 7 der Richtlinie)
- ANHANG II (FORMBLATT nach Artikel 12 der Richtlinie)

## Umsetzung

### Deutschland
Die Richtlinie 2011/99/EU wurde in Deutschland durch das Gesetz zur Umsetzung der Richtlinie 2011/99/EU über die Europäische Schutzanordnung und zur Durchführung der Verordnung Nr. (EU) 606/2013 über die gegenseitige Anerkennung von Schutzmaßnahmen in Zivilsachen vom 5. Dezember 2014 fristgerecht in nationales Recht umgesetzt. Gemäß Art. 1 dieses Gesetzes dient es dazu, das Gesetz zum Europäischen Gewaltschutzverfahren (EU-Gewaltschutzverfahrensgesetz – EuGewSchVG) in das bundesdeutsche Recht einzuführen.

### Österreich
In Österreich wurde die Richtlinie 2011/99/EU vor allem in den §§ 122 ff des Bundesgesetz über die justizielle Zusammenarbeit in Strafsachen mit den Mitgliedstaaten der Europäischen Union (EU-JZG) umgesetzt und ist fristgerecht zum 30. Dezember 2014 in Kraft getreten.